# 734 Benda
Benda (asteróide 734) é um asteróide da cintura principal com um diâmetro de 70,82 quilómetros, a 2,8502347 UA. Possui uma excentricidade de 0,0947873 e um período orbital de 2 040,75 dias (5,59 anos).
Benda tem uma velocidade orbital média de 16,78524761 km/s e uma inclinação de 5,7994º.
Esse asteróide foi descoberto em 11 de Outubro de 1912 por Johann Palisa.